# Scharlakansbröstad solfågel
För fågelarten Cinnyris erythrocercus, se rödbröstad solfågel.
Scharlakansbröstad solfågel (Chalcomitra senegalensis) är en fågel i familjen solfåglar inom ordningen tättingar.

## Utseende och läte
Scharlakansbröstad solfågel är en stor och mörk solfågel med lång, nedåtböjd näbb. Hanen är spektakulärt färgad, glansigt sammetssvart med scharlakansrött bröst och gnistrande grönt på hjässa och strupe. Honan är mörkt gråbrun med kraftigt streckad undersida. Liknande rubinbröstad solfågel har violett på övergump och skuldror samt svart centralt på strupen. Bland lätena hörs högljudda serier med "tjip" och "teeeuw".

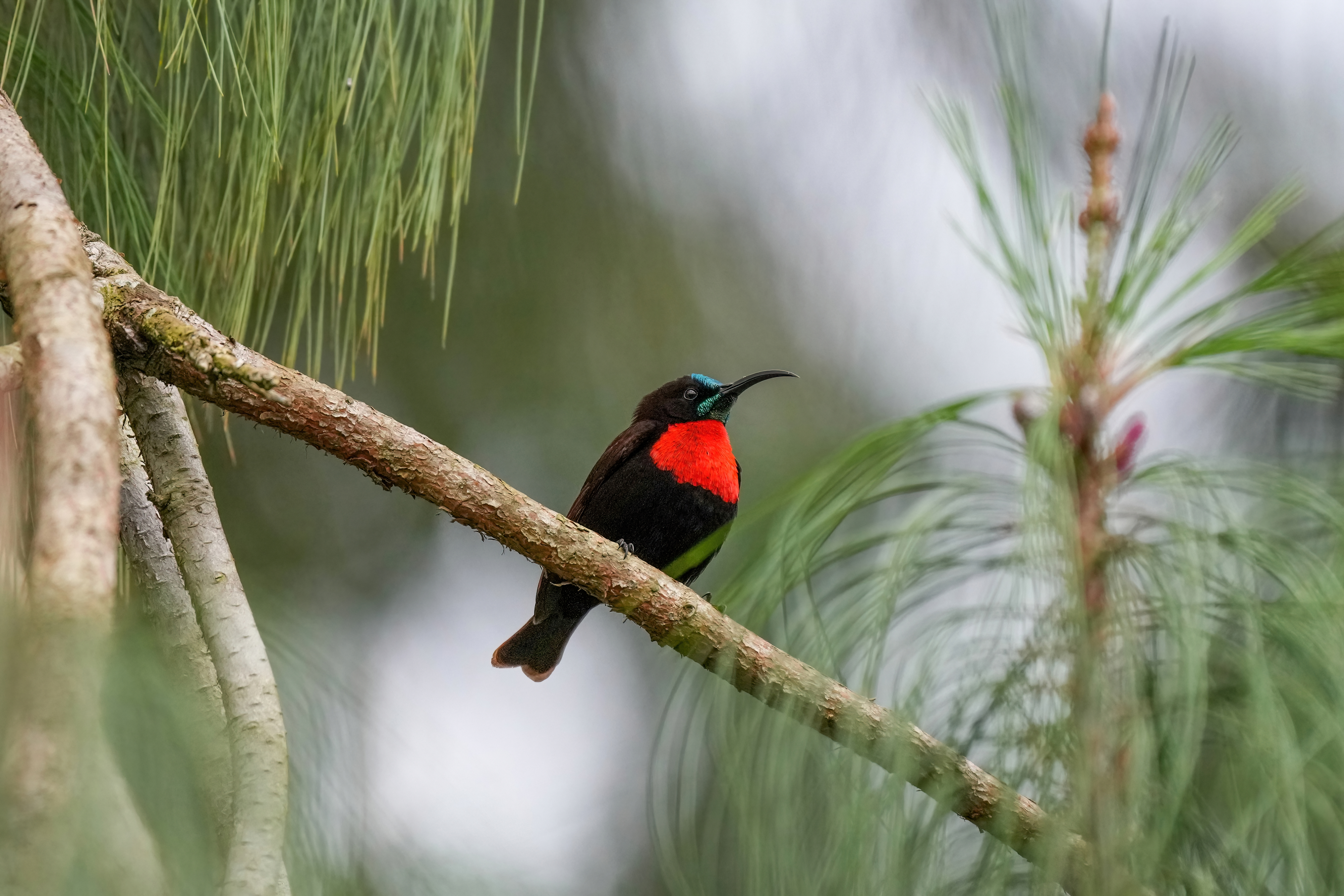

## Utbredning och systematik
Scharlakansbröstad solfågel förekommer i stora delar av Afrika söder om Sahara. Den delas upp i fem underarter med följande utbredning:
- Chalcomitra senegalensis senegalensis – Senegal till norra Ghana och norra Nigeria
- Chalcomitra senegalensis acik – norra Kamerun till Centralafrikanska republiken, sydvästra Sudan, västra och centrala Sydsudan, nordöstra Demokratiska republiken Kongo och nordvästra Uganda
- Chalcomitra senegalensis proteus – sydöstra Sudan, sydöstra Sydsudan (Boma), Eritrea och Etiopien
- Chalcomitra senegalensis lamperti – östra Demokratiska republiken Kongo, södra Sydsudan (Imatongbergen, Leboniskogen), Rwanda, Burundi, Uganda (utom i nordväst), sydvästra Kenya och Tanzania
- Chalcomitra senegalensis gutturalis – sydöstra Kenya till Angola, västra Zambia, västra Demokratiska republiken Kongo, norra Botswana och östra Sydafrika

Vissa urskiljer även saturatior med utbredning från Angola och södra Demokratiska republiken Kongo till Namibia och norra Botswana.

## Levnadssätt
Scharlakansbröstad solfågel hittas i olika miljöer som både torr och fuktig savann, parkartat landskap och trädgårdar. Den ses enstaka och i par och livnär sig på nektar och insekter.

## Status
Arten har ett stort utbredningsområde och beståndet anses stabilt. Internationella naturvårdsunionen IUCN listar den därför som livskraftig (LC).